# Lars Bo Enselmann
Lars Bo Enselmann (16. juli 1956 i København – 8. oktober 2005 i Rio de Janeiro, Brasilien) var en dansk musiker og komponist. Enselmann spillede med Calypso kapellet, i "Stan gets in your eyes" og sammen med blandt andre Christian Sievert.

## Diskografi
- Stan gets in your eyes med Lars Albertsen, 1996 (Olufsen Records)
- Stan gets in your eyes at Park café, 1999 (Olufsen Records)
- Cigars & Guitars med Christian Sivert, 2001 (Olufsen Records)